# Ellysium
Ellysium е българска хеви- и пауърметъл група, основана в София. Групата е основана от Борис Цветков (бас) през 2016 г. Стилът ѝ е комбинация от китарни дуети, характерни за хевиметъла от 80-те години на XX в. и динамиката на пауърметъл групите от 90-те години на XX в.

## История
Първоначалният състав на групата включва Борис Цветков (бас), Любомир Боев (китари), Евгени Дженоваров (китари) и Огнян Христов. През юни 2016 г. Иван Стоев поема вокалите.
През юни 2017 г. Огнян Христов е заменен на барабаните от Иван Колев. Евгени Дженоваров напуска групата през есента на 2017 г. През 2018 г. позицията на втори китарист е временно поета от Виктор Георгиев, а след това за кратко и от Любомир Николов. През януари 2021 г. Владимир Маринов (китари) става част от групата.
В края на 2020 г. групата влиза в студио и записва първия дългосвирещ албум: Long Forgotten Dreams.
През август Ellysium издава първия си сингъл с видеоклип към песента The Raven. Стиховете на песента са по едноименната поема на Едгар Алън По.
През ноември е реализиран и вторият сингъл на групата – видео към песента Straight Out Of Hell.
Албумът Long Forgotten Dreams излиза официално на 10 декември 2022 г. и включва 12 композиции – интро, аутро и 10 песни.

## Състав
- Борис Цветков – бас, (от 2016 г.)
- Любомир Боев – китари (от 2016 г.)
- Иван Стоев – вокали (от юни 2016 г.)
- Иван Колев – барабани (от юни 2017 г.)
- Владимир Маринов – китари (от януари 2021 г.).

## Студийни албуми
- Long Forgotten Dreams (2022)